# Chaenostoma patrioticum
Chaenostoma patrioticum là một loài thực vật có hoa trong họ Huyền sâm. Loài này được (Hiern) Kornhall mô tả khoa học đầu tiên năm 2005.